# Glas (film)
Glas is een documentaire van de filmmaker Bert Haanstra. De film kwam uit in 1958 en is in kleur.
Het is een documentaire over het maken van glas, zonder gesproken commentaar. In de film wordt het ambachtelijk blazen van glas getoond, evenals het fabriceren van glas met machines.
Glas werd gemaakt naar aanleiding van een voorlichtingsfilm die Bert Haanstra had gemaakt voor een glasfabriek. Bij het maken van deze voorlichtingsfilm, Over glas gesproken, werd Haanstra ertoe geïnspireerd om voor zichzelf een korte film te maken over het productieproces van glas. De jazzmuziek van het Pim Jacobs-kwintet die is gebruikt, werd speciaal voor de film gemaakt.
Bij de 32ste Oscaruitreiking werd dit de eerste Nederlandse film die een Oscar won. 
De prijs was voor de categorie Best Documentary Short Film.